# کلادیو پرساکان
کلادیو پرساکان (به رومانیایی: Claudia Presăcan) زادهٔ ۲۸ دسامبر ۱۹۷۹ ژیمناست اهل رومانی است.